# Lugares dedicados a Santa Odilia
Lo siguiente es una lista de los lugares dedicados a Santa Odilia:

## Lugares donde estaba personalmente
- Barr (Bajo Rin), Alsacia, Francia: Monte de Santa Odilia
- Friburgo de Brisgovia, Baden-Wurtemberg, Alemania: Iglesia de Santa Odilia
- Arlesheim, Cantón de Basilea-Campiña, Suiza: Artículo sobre el culto de Santa Odilia en el sitio web de la Catedral

## Otros Lugares
- Absberg, Baviera, Alemania: Iglesia de Santa Odilia
- Bettringen, (Schwäbisch Gmünd), Baden-Wurtemberg, Alemania: Iglesia de Santa Odilia
- Buttisholz, Cantón de Lucerna, Suiza: Capilla de Santa Odilia
- Eppingen, Baden-Wurtemberg, Alemania: Monte de Santa Odilia
- Fehren, Cantón de Soleura, Suiza: Iglesia de Santa Odilia
- Gohr (Dormagen)), Renania del Norte-Westfalia, Alemania: Iglesia de Santa Odilia
- Graz, Estiria, Austria: Instituto Para Ciegos Odilia
- Hofen (Bönnigheim), Baden-Wurtemberg, Alemania: Iglesia de Santa Odilia
- Kersbach (Forchheim)), Baviera, Alemania: Iglesia de Santa Odilia
- Lörrach, Baden-Wurtemberg, Alemania: Iglesia de Santa Odilia
- Losheim am See, Sarre, Alemania: Artículo sobre la Capilla de Santa Odilia en el sitio web de Losheim
- Möschenfeld (Grasbrunn), Baviera, Alemania: Iglesia de Santa Odilia
- Offenhausen, Baviera, Alemania: Capilla de Santa Odilia
- París, Iglesia de Santa Odilia
- Plochingen, Baden-Wurtemberg, Alemania: Capilla de Santa Odilia
- Randegg (Gottmadingen), Baden-Wurtemberg, Alemania: Iglesia de Santa Odilia
- Sankt Ottilien (Eresing), Baviera, Alemania: Abadía de Santa Odilia
- Schorndorf, Baden-Wurtemberg, Alemania: Monte de Santa Odilia
- Stuttgart-Münster, Baden-Wurtemberg, Alemania: Iglesia de Santa Odilia
- Walzenhausen, Cantón de Appenzell Rodas Exteriores, Suiza: Sitio web del de la Abadía de Santa Odilia
- Wengen (Burgheim), Baviera, Alemania: Iglesia de Santa Odilia

- Datos: Q2037820
- Multimedia: Saint Odile churches / Q2037820